# زمین‌لرزه ۱۹۴۱ ژاپن
زمین‌لرزه ژاپن  در تاریخ ۱۸ نوامبر ۱۹۴۱ میلادی، برابر با ‎۲۷ آبان ۱۳۲۰، ساعت ۱۶:۴۶:۰۰ به زمان یوتی‌سی در ژاپن رخ داد. بزرگی آن ۷٫۷ در مقیاس Mw اعلام شده‌است. زمین‌لرزه به وقت محلی در روز چهارشنبه، ساعت ۱ روی داده و منطقه زمانی آن یوتی‌سی +۹ بوده‌است .
سازمان زمین‌شناسی آمریکا نیز جای این زمین‌لرزه را در مختصات ۳۲°۰۰′شمالی ۱۳۲°۰۶′شرقی / ۳۲°شمالی ۱۳۲٫۱°شرقی و بزرگی آنرا برابر با ۷٫۴ در مقیاس ریشتر اعلام کرده‌است. ژرفای گزارش شده از سوی این سازمان ۱۰ کیلومتر می‌باشد.
تعداد زخمیان ۱۸ نفر برآورده شده‌است.سونامی نیز در این زلزله گزارش شده‌است.